# دمیدوف، استان اسمولنسک
شهر دمیدوف (به روسی: Демидов) در کشور روسیه و در اوبلاست اسمالنسک واقع شده‌است.
موزه هنرمند معروف روسیه، یوری نیکولین در این شهر می‌باشد